# Григоренко, Григорий Фёдорович
Григорий Фёдорович Григоренко (18 августа 1918 года, г. Зеньков Полтавской губернии (ныне Полтавской области Украины — 19 мая 2007 года, Москва) — генерал-полковник (16.12.1982), сотрудник Комитета государственной безопасности СССР, ветеран Великой Отечественной войны.

## Биография
Родился в семье крестьянина. С детских лет работал по найму: пас скот, работал на деревообрабатывающем комбинате, ремонтировал обувь соседям за небольшую плату. По окончании школы-семилетки стал студентом рабфака. Окончил физико-математический факультет Полтавского педагогического института (1939).
В 1940 году призван на военную службу. В том же году назначен помощником оперуполномоченного особого отдела 151-й стрелковой дивизии Харьковского военного округа. В марте 1941 года переведён в особый отдел оперуполномоченным 4-й воздушно-десантной бригады Харьковского военного округа, дислоцировавшейся в городе Конотопе. В составе этой бригады попал на Юго-Западный фронт. В августе 1941 года ранен в бою, направлен на излечение в госпиталь. После излечения направлен в особый отдел 14-й сапёрной бригады под Сталинград, 1941—1942 гг.
В 1942 году, по окончании трёхмесячных курсов по подготовке руководящего состава для работы на освобождаемой от немецких оккупантов территории при Высшей школе НКВД, направлен в первый отдел 2-го контрразведывательного управления НКВД СССР, который занимался организацией борьбы с разведывательно-диверсионной деятельностью германских спецслужб. В 1943 году капитан Григоренко переведён в 3-й отдел Главного управления контрразведки «Смерш» НКО СССР, специализирующийся на радиоиграх с противником. При прямом участии Г. Ф. Григоренко была проведена 181 радиоигра, целью которых являлись дезинформация гитлеровского командования, проникновение в агентурные сети разведывательных органов Германии, выявление и ликвидация немецкой агентуры, получение информации о планируемых противником военных операциях. Он принимал непосредственное участие в организации и проведении оперативных радиоигр с абвером и «Цеппелином» под кодовым названием «Загадка», «Туман» и ряда других.
В 1946 году перешёл на работу начальником отделения 3-го главного управления МГБ (военная контрразведка), где работал до 1949 года. С 1949 по 1952 год занимался контрразведывательной работой в рамках 1-го управления МГБ. В 1952 году подполковник Григоренко назначен заместителем начальника Восточного отдела 2-го главного управления МГБ СССР, которое занималось контрразведкой в странах Ближнего и Среднего Востока, Дальнего Востока и Юго-Восточной Азии.
В 1954 году полковник Григоренко командируется в Венгрию в качестве первого заместителя представителя КГБ СССР. Здесь по его инициативе были реализованы некоторые новые формы осуществления совместных мероприятий с венгерскими спецслужбами по вербовке агентов из числа иностранцев, проникновения к шифрам и секретным материалам западных стран. Во время работы в Венгрии близко познакомился с Ю. В. Андроповым, бывшим в то время послом СССР. Во время октябрьских событий 1956 года в Венгрии оказался в составе колонны, которая попала под артиллерийский обстрел. Он был ранен в голову, после чего долго лечился во львовских и московских госпиталях.
В 1956 году назначен на должность начальника отдела 2-го главного управления КГБ СССР, которое занималось осуществлением контрразведывательной работы по вскрытию и пресечению подрывной деятельности антисоветских эмигрантских организаций. В 1959 году назначен на должность заместителя руководителя службы активных мероприятий при ПГУ, начальником контрразведывательного отдела. С 1962 по ноябрь 1969 года возглавляет созданную по его инициативе службу внешней контрразведки.
В ноябре 1969 года вернулся во 2-е главное управление КГБ СССР в качестве первого заместителя начальника, а 2 сентября 1970 года назначен на должность начальника 2-го главного управления. Под руководством Г. Ф. Григоренко была разработана система, позволившая раскрыть целый ряд агентов иностранных разведок. Система включала в себя углублённое взаимодействие контрразведывательного управления с разведкой, радиоконтрразведкой, наружным наблюдением и оперативно-техническим управлением. Была отработана структура управления всеми элементами контрразведывательного процесса: вскрытие каналов связи, углублённое изучение почерка каждого разведчика, разработка системы мер и специальных процедур работы каждого подразделения и их взаимодействия, отработка инструкций и нормативов на проведение контрразведывательных мероприятий, систематический разбор действий в рамках операций, создание своеобразных алгоритмов ведения контрразведывательной деятельности.
В результате этой работы были разоблачены агенты ЦРУ США и других иностранных разведок, как правило, глубоко законспирированные. Среди них: второй секретарь МИД СССР А. Огородник, А. Нилов, В. Калинин, сотрудники ГРУ А. Филатов и Иванов, работник авиационной промышленности Петров, сотрудник КГБ Армянской ССР Григорян, сотрудник Аэрофлота Каноян, представитель Минхимпрома Московцев, научный сотрудник Бумейстер, работник Внешторгбанка СССР Крючков и другие. Захвачены с поличным и выдворены из СССР сотрудники ЦРУ В. Крокетт, М. Петерсон, Р. Осборн, работавшие в Москве под дипломатическим прикрытием. Были проведены десятки контрразведывательных операций по проникновению в спецслужбы других стран. Помимо подразделений главка Г. Ф. Григоренко руководил также работой созданных по его инициативе в рамках главка, управлений, занимавшихся контрразведывательной деятельностью в оборонной промышленности, на железнодорожном, авиационном и водном транспорте.
С 21 декабря 1971 г. — генерал-лейтенант.
С 23 ноября 1978 по 1 августа 1983 года являлся заместителем председателя КГБ СССР. В августе 1983 года генерал-полковник Григоренко перешёл на работу в Министерство общего машиностроения СССР на должность заместителя министра. В этом качестве проработал до 1992 года.
Являлся президентом Ассоциации ветеранов контрразведки «Веткон».
Умер 19 мая 2007 года в Москве. Прощание состоялось 23 мая в Культурном центре ФСБ России на Лубянке.
Похоронен на Троекуровском кладбище Москвы.

## Интересные факты
- В документальной повести Василия Ардаматского «„Сатурн“ почти не виден» (1963) и снятой по ней кинотрилогии «Путь в „Сатурн“», «Конец „Сатурна“» и «Бой после победы» изложена литературная и киноверсия одной из игр, которую вёл Г. Ф. Григоренко.
- Операция КГБ по разработке американского агента — второго секретаря МИД СССР Александра Огородника легла в основу романа Юлиана Семёнова «ТАСС уполномочен заявить» (1979). В 1984 году по нему был снят одноимённый телесериал, где Г. Ф. Григоренко выведен в лице генерала Фёдорова, которого играл Михаил Глузский.

## Награды
- Орден Ленина
- Орден Октябрьской Революции
- Орден Красного Знамени
- Три ордена Красной Звезды
- Орден Отечественной войны I степени
- Орден Отечественной войны II степени
- Два ордена Трудового Красного Знамени
- Медаль «За трудовую доблесть»
- Медаль «В ознаменование 100-летия со дня рождения Владимира Ильича Ленина»
- Медаль «За боевые заслуги»
- Медаль «За оборону Сталинграда»
- Медаль «За оборону Кавказа»
- Медаль «За победу над Германией в Великой Отечественной войне 1941—1945 гг.»
- Медаль «20 лет Победы в Великой Отечественной войне 1941—1945 гг.»
- Медаль «30 лет Победы в Великой Отечественной войне 1941—1945 гг.»
- Медаль «40 лет Победы в Великой Отечественной войне 1941—1945 гг.»
- Медаль «50 лет Победы в Великой Отечественной войне 1941—1945 гг.»
- Медаль «60 лет Победы в Великой Отечественной войне 1941—1945 гг.»
- Медаль «30 лет Советской Армии и Флота»
- Медаль «40 лет Вооружённых Сил СССР»
- Медаль «50 лет Вооружённых Сил СССР»
- Медаль «60 лет Вооружённых Сил СССР»
- Медаль «70 лет Вооружённых Сил СССР»
- Медаль «Ветеран Вооружённых Сил СССР»
- Медаль «За безупречную службу» I степени
- Медаль «За безупречную службу» II степени
- Медаль «За укрепление боевого содружества»
- Государственная премия СССР (1981)
- Медаль Жукова
- Медаль «В память 850-летия Москвы»

Иностранные награды
- Орден Шарнхорста (ГДР)
- Два ордена Красного Знамени (МНР)
- Орден Полярной Звезды (МНР)
- Командорский крест ордена Возрождения Польши (ПНР)
- Орден Народной Республики Болгария I степени (БНР)
- Медаль «За службу родине» золотой степени (ВНР)

## Семья
- отец — Григоренко Фёдор Васильевич (1894—1927)
- мать — Григоренко Ирина Денисовна (1891—1969)
- супруга — Григоренко Татьяна Дмитриевна (1918—1997)
- сын — Виктор Григорьевич (1940—1995), полковник Вооружённых Сил СССР, работал в ГРУ
- сын — Александр Григорьевич (1945—1996), полковник КГБ, работал в ПГУ, во внешней контрразведке
- внучка — Наталья (1971 г. рожд.), выпускница МГИМО, владеет английским, японским, испанским языками, работает по специальности
- внуки: Григорий (1973 г. рожд.), программист; Сергей (1969 г. рожд.), работает в коммерческой организации; правнук — Никита (1997 г. рожд.).